# Монжан (Шаранта)
Монжа́н (фр. Montjean) — коммуна во Франции, находится в регионе Пуату — Шаранта. Департамент — Шаранта. Входит в состав кантона Вильфаньян. Округ коммуны — Конфолан.
Код INSEE коммуны — 16229.
Коммуна расположена приблизительно в 350 км к юго-западу от Парижа, в 60 км южнее Пуатье, в 50 км к северу от Ангулема.

## Население
Население коммуны на 2008 год составляло 261 человек.
| 1962 | 1968 | 1975 | 1982 | 1990 | 1999 | 2008 |
| ---- | ---- | ---- | ---- | ---- | ---- | ---- |
| 318  | 322  | 297  | 291  | 272  | 262  | 261  |

## Экономика
В 2007 году среди 155 человек в трудоспособном возрасте (15—64 лет) 107 были экономически активными, 48 — неактивными (показатель активности — 69,0 %, в 1999 году было 59,7 %). Из 107 активных работали 99 человек (55 мужчин и 44 женщины), безработных было 8 (4 мужчины и 4 женщины). Среди 48 неактивных 8 человек были учениками или студентами, 20 — пенсионерами, 20 были неактивными по другим причинам.

## Фотогалерея
- Церковь
- Почта